# Fernando Rey
Fernando Rey, eigentlich Fernando Casado Arambillet (* 20. September 1917 in A Coruña; † 9. März 1994 in Madrid), war ein spanischer Schauspieler.

## Leben
Fernando Rey, dessen Vater der republikanische Artilleriekommandant Fernando Casado Veiga war, studierte Architektur und nahm auf der Seite der Republikaner am spanischen Bürgerkrieg teil. Danach arbeitete er zunächst als Statist und später als Synchronsprecher und Schauspieler. International bekannt wurde Rey vor allem mit Filmen von Luis Buñuel und als einer der Hauptdarsteller in French Connection – Brennpunkt Brooklyn (1971) und der Fortsetzung French Connection II (1974).
1960 heiratete Rey die argentinische Schauspielerin Mabel Karr. Er starb 1994 in Madrid an Blasenkrebs.

## Filmografie (Auswahl)
- 1944: Eugenia de Montijo
- 1948: Mare Nostrum
- 1950: Johanna von Kastilien (Locura de amor)
- 1951: Das Wunder von Fatima (La señora di Fátima)
- 1953: Die Liebenden von Toledo (Les Amants de Tolède) (Stimme)
- 1955: Das Geheimnis des Marcellino (Marcelino, Pan Y Vino)
- 1956: Verbotener Strand (Playa prohibida)
- 1958: Die Rache (La venganza)
- 1959: Die letzten Tage von Pompeji (Gli ultimi giorni di Pompei)
- 1960: Die Sklaven Roms (I schiavi di Roma)
- 1961: Die Irrfahrten des Herkules (Goliath contro i giganti)
- 1961: Viridiana
- 1962: Bis aufs Blut (Tierra brutal)
- 1962: Kadmos – Tyrann von Theben (Arrivano i titani)
- 1962: Der zweite Mann (The Running Man)
- 1963: Die Kastilier (El valle de las espadas)
- 1964: Der Boss hat sich was ausgedacht (Echappement libre)
- 1965: Sohn des Revolverhelden (Son of a Gunfighter)
- 1965: Zwei Trottel gegen Goldfinger (Due mafiosi contro Goldfinger)
- 1965: Agentenfalle Lissabon (Mision Lisboa)
- 1965: Don Quijote von der Mancha (Fernsehminiserie)
- 1965: Der Marquis – der Mann, der sich verkaufen wollte (El marqués)
- 1965: Falstaff (Campanadas a medianoche)
- 1965: Das Vermächtnis der Inka
- 1966: Karten auf den Tisch (Cartes sur table)
- 1966: Das Geheimnis der blutigen Perlen (Le vicômte règle ses comptes)
- 1966: Gideon und Samson (I grandi condottieri)
- 1966: Kopfgeld: Ein Dollar (Un dollaro a testa)
- 1966: Die Rückkehr der glorreichen Sieben (Return of the Seven)
- 1967: Flucht aus der Taiga (Beyond the Mountains)
- 1967: Gesetz der Hölle (Run Like a Thief)
- 1967: Cervantes – Der Abenteurer des Königs (Cervantes)
- 1968: Stunde der Wahrheit (Une histoire immortelle) (Fernsehfilm)
- 1968: Pancho Villa reitet (Villa rides)
- 1969: Die Rache der glorreichen Sieben (Guns of the Magnificent Seven)
- 1969: Fahr zur Hölle, Gringo (Land Raiders)
- 1969: Blutiges Blei (Il prezzo del potere)
- 1969: Playboys und Abenteurer (The Adventurers)
- 1970: Laßt uns töten, Companeros (Vamos a matar, compañeros)
- 1970: Tristana
- 1970: Der Teufel kennt kein Halleluja (La collera del vento)
- 1971: Brennpunkt Brooklyn (The French Connection)
- 1971: Kein Requiem für San Bastardo (A Town Called Hell)
- 1971: Das Licht am Ende der Welt (The Light at the Edge of the World)
- 1971: Eine merkwürdige Liebe (Questa specie d’amore)
- 1971: Die Sünde (Bianco rosso e …)
- 1972: Antonius und Cleopatra (Antony and Cleopatra)
- 1972: Coartada en disco rojo
- 1972: Der diskrete Charme der Bourgeoisie (Le charme discret de la bourgeoisie)
- 1972: Der Zweifel (La duda)
- 1973: Der Teufel mischt die Karten (Tarot)
- 1973: Tote Zeugen singen nicht (La polizia incrimina, le legge assolve)
- 1973: Jack London: Wolfsblut (Zanna bianca)
- 1974: Die Frau mit den roten Stiefeln (La femme aux bottes rouges)
- 1974: French Connection II (French Connection II)
- 1974: Korruption im Justizpalast (Corruzione al palazzo di giustizia)
- 1975: Die Affäre Murri (Fatti di gente perbene)
- 1975: Sieben Schönheiten (Pasqualino Settebellezze)
- 1976: Die Macht und ihr Preis (Cadaveri eccellenti)
- 1976: Nina – Nur eine Frage der Zeit (A Matter of Time)
- 1976: Reise der Verdammten (Voyage of the Damned)
- 1976: Die Tatarenwüste (Il deserto dei Tartari)
- 1977: Elisa, mein Leben (Elisa vida mia)
- 1977: Dieses obskure Objekt der Begierde (Cet obscur objet du désir)
- 1977: Der Auftrag (Uppdraget)
- 1977: Jesus von Nazareth (Gesù di Nazareth)
- 1979: Stau (L’ingorgo – una storia impossibile)
- 1979: Quintett (Quintet)
- 1979: Memorias de Leticia Valle
- 1980: Cabo Blanco (Caboblanco)
- 1980: Die Kameliendame (La dame aux camélias)
- 1981: Honey (Miele di donna)
- 1982: Bekenntnisse des Hochstaplers Felix Krull (Fernseh-Miniserie)
- 1982: Keine Zeit für Wunder (Cercasi Gesù)
- 1982: Die Fremde (A estrangeira)
- 1982: Monsignor
- 1983: Eine verbotene Liebe (Un amour interdit)
- 1984: Black Arrow – Krieg der Rosen (Black Arrow)
- 1984: The Hit
- 1984: Vater unser (Padre nuestro)
- 1984: Rhapsodie in Blei (Rustlers’ Rhapsody)
- 1985: A.D. – Anno Domini (A.D.) (Miniserie)
- 1986: Starknight – Der Herr der Sterne (El caballero del dragon)
- 1986: Ein wahrer Jünger seines Herrn (Saving Grace)
- 1987: Angel of Death (L’ange de la mort)
- 1987: Wind und Sterne (Captain James Cook)
- 1988: Esmeralda Bay
- 1988: Das große Geheimnis (Le grand secret)
- 1988: Mond über Parador (Moon Over Parador)
- 1989: Die Verlobten (I promessi sposi) (Fernsehminiserie)
- 1990: Liebe und Tod (Diceria dell’untore)
- 1990: Nackter Tango (Naked Tango)
- 1991: Don Quijote (El Quijote) (Fernsehserie)
- 1991: Mit Schwert und Leidenschaft (De terre et de sang) (Fernsehfilm)
- 1992: 1492 – Die Eroberung des Paradieses (1492: Conquest of Paradise)
- 1993: Dornen der Liebe (Missione d’amore)

## Auszeichnungen
Biarritz International Festival of Audiovisual Programming
- 1992:	Golden FIPA, Bester Darsteller in einer Fernsehserie für El Quijote de Miguel de Cervantes

Internationale Filmfestspiele von Cannes
- 1977:	Bester Darsteller für Elisa, vida mía

Cinema Writers Circle Awards (Spanien)
- 1947:	CEC Award, Bester Nebendarsteller (Mejor Actor Secundario) für La pródiga
- 1971:	CEC Award, Bester Darsteller (Mejor Actor) für Tristana

Fotogramas de Plata
- 1971: Fotogramas de Plata als bester spanischer Spielfilm-Darsteller (Mejor intérprete de cine español) für Tristana
- 1972: nominiert für den Fotogramas de Plata als bester spanischer Darsteller (Mejor intérprete de cine español) für The Light at the Edge of the World (5. Platz)
- 1986: nominiert für den Fotogramas de Plata als bester Spielfilm-Darsteller (Mejor Actor de Cine) für Padre nuestro und El caballero del dragón
- 1989: nominiert für den Fotogramas de Plata als bester Spielfilm-Darsteller (Mejor Actor de Cine) für Diario de invierno, El túnel und Pasodoble
- 1993:	Fotogramas de Plata, Bester TV-Darsteller (Mejor Actor de TV) für El Quijote de Miguel de Cervantes

Goya
- 1989: Bester Darsteller (Mejor Actor Principal) für Diario de invierno

National Society of Film Critics Awards
- 1977: nominiert als bester Darsteller für Cet obscur objet du désir (3. Platz zusammen mit John Travolta für Nur Samstag Nacht)

National Syndicate of Spectacle (Spanien)
- 1965: Bester Darsteller für Zampo y yo
- 1970: Bester Darsteller für Tristana

New York Film Critics Circle Awards
- 1977: nominiert als bester Darsteller für Cet obscur objet du désir

Premios ACE
- 1971: Bester Darsteller für Tristana

Internationales Filmfestival von San Sebastián
- 1972: Bester Darsteller für La duda (zusammen mit Topol für Ein liebenswerter Schatten)
- 1988: Bester Darsteller für Diario de invierno und El aire de un crimen

Internationales Filmfestival von Sant Jordi
- 1970: Beste Leistung in einem spanischen Film (Mejor Interpretación en Película Española) für Tristana
- 1986: Bester spanischer Darsteller (Mejor Actor Español) für El caballero del dragón und Padre nuestro

Spanische Schauspielergewerkschaft
- 1993:	Preis der Schauspielergewerkschaft für die beste Leistung im Fernsehen für El Quijote de Miguel de Cervantes

TP de Oro (Spanien)
- 1986:	nominiert als bester Darsteller (Mejor Actor) für Los pazos de Ulloa (2. Platz)
- 1993: nominiert als bester Darsteller (Mejor Actor) für El Quijote de Miguel de Cervantes
- 1995:	Preis für sein Lebenswerk